# Greatest Hits Vol. 2 (ABBA)
Greatest Hits Vol. 2 è una compilation del gruppo svedese ABBA, pubblicata nel 1979 perché coincidesse con l'esordio del loro tour in Europa e Nord America.
Fu il quinto album consecutivo degli ABBA a piazzarsi alla prima posizione della classifica in Regno Unito.

## Tracce
Tutte le canzoni, salvo diversa indicazione, sono di Andersson e Ulvaeus.
1. Gimme! Gimme! Gimme! (A Man After Midnight) – 4:50
2. Knowing Me, Knowing You – 4:01 (Stig Anderson, Andersson, Ulvaeus)
3. Take a Chance on Me – 4:05
4. Money, Money, Money – 3:05
5. Rock Me – 3:05
6. Eagle – 5:47
7. Angeleyes – 4:20
8. Dancing Queen – 3:51 (Anderson, Andersson, Ulvaeus)
9. Does Your Mother Know – 3:13
10. Chiquitita – 5:24
11. Summer Night City – 3:34
12. I Wonder (Departure) – 4:32 (Anderson, Andersson, Ulvaeus)
13. The Name of the Game – 4:51 (Anderson, Andersson, Ulvaeus)
14. Thank You for the Music – 3:49

## Classifiche
Album
| Anno | Classifica          | Posizione |
| ---- | ------------------- | --------- |
| 1979 | UK Album Chart      | 1 (4)     |
| 1980 | Billboard 200 (USA) | 46        |